# Oncometopia curvidens
Oncometopia curvidens är en insektsart som beskrevs av Schröder 1959. Oncometopia curvidens ingår i släktet Oncometopia och familjen dvärgstritar.
Artens utbredningsområde är El Salvador. Inga underarter finns listade i Catalogue of Life.